# MTw
mTw (dawniej Mortal Teamwork) – duńska drużyna e-sportowa istniejąca w latach 1998–2013. Wielokrotnie uhonorowana, między innymi tytułem najlepszej drużyny e-sportowej 2008 roku, tytułem wicemistrzów World Cyber Games 2010 (dyscyplina Counter-Strike) oraz wicemistrzów Samsung European Championships 2010 (dyscyplina TrackMania).